# Morti il 6 ottobre
| Questa pagina contiene informazioni ricavate automaticamente dalle voci biografiche con l'ausilio del template Bio e di un bot. L'aggiornamento è periodico e automatico e ricostruisce completamente la pagina. Se manca una persona in questa lista, sei pregato di non aggiungerla, ma accertati piuttosto che la sua voce biografica contenga il template Bio e che i dati anagrafici siano correttamente compilati. Se il template Bio manca, inseriscilo tu stesso o, in alternativa, metti l'avviso {{tmp\|Bio}} che ne segnala la mancanza. Se i dati riportati sono sbagliati, correggi direttamente la voce biografica; le modifiche saranno visibili in questa lista entro pochi giorni. Per chiarimenti vedi il progetto biografie. La lista contiene solo le 505 persone che sono citate nell'enciclopedia e per le quali è stato implementato correttamente il template Bio. Pagina aggiornata al 9 ago 2025. |

## V secolo(2)
- 404 - Elia Eudossia, imperatrice bizantina
- 450 - Renato di Sorrento, vescovo e santo italiano

## IX secolo(2)
- 869 - Ermentrude d'Orléans, regina franca (n. 830)
- 877 - Carlo il Calvo, sovrano (n. 823)

## X secolo(1)
- 997 - Minamoto no Mitsunaka, militare giapponese (n. 912)

## XI secolo(3)
- 1014 - Samuele di Bulgaria, sovrano bulgaro
- 1019 - Federico di Lussemburgo, nobile tedesco
- 1090 - Adalberone di Würzburg, vescovo, nobile e santo tedesco

## XII secolo(5)
- 1101 - Bruno di Colonia, monaco cristiano tedesco
- 1124 - Guido Guerra I Guidi, nobile italiano
- 1145 - Balduino da Pisa, religioso, cardinale e arcivescovo cattolico italiano
- 1173 - Enghelberto III d'Istria, nobile italiano
- 1180 - Amalrico di Nesle, patriarca cattolico francese

## XIII secolo(1)
- 1221 - Guglielmo II di Ponthieu, conte francese

## XIV secolo(7)
- 1308 - Corso Donati, militare e politico italiano
- 1308 - Berardo Maggi, vescovo cattolico italiano
- 1331 - Jeanne de Divion, falsaria francese (n. 1293)
- 1341 - Dietrich von Altenburg, nobile tedesco
- 1349 - Giovanna II di Navarra, regina (n. 1311)
- 1393 - Francesco I da Carrara, politico e condottiero italiano (n. 1325)
- 1397 - Vuk Branković, nobile serbo (n. 1345)

## XV secolo(4)
- 1403 - Pierre de la Vergne, cardinale francese
- 1457 - Marco di Bartolomeo Rustici, orafo e miniatore italiano
- 1463 - Federico di Altmark, nobile (n. 1424)
- 1495 - Ōuchi Masahiro, militare giapponese (n. 1446)

## XVI secolo(12)
- 1506 - Carlotta d'Aragona, contessa (n. 1480)
- 1519 - Peter Falck, politico, diplomatico e umanista svizzero
- 1523 - Ottaviano Riario, condottiero e vescovo cattolico italiano (n. 1479)
- 1527 - Giovanni di Leonardo Carnesecchi, politico italiano (n. 1466)
- 1547 - Domenico Pastorello, arcivescovo cattolico italiano
- 1553 - Şehzade Mustafa, principe ottomano (n. 1516)
- 1559 - Guglielmo I di Nassau-Dillenburg, nobile olandese (n. 1487)
- 1564 - Guido Ascanio Sforza di Santa Fiora, cardinale e patriarca cattolico italiano (n. 1518)
- 1565 - Annibale Bozzuti, cardinale e arcivescovo cattolico italiano (n. 1521)
- 1566 - Tiberio Crispo, cardinale e vescovo cattolico italiano (n. 1498)
- 1567 - Cristóbal de Oñate, esploratore spagnolo (n. 1504)
- 1585 - Guglielmo Sirleto, cardinale e vescovo italiano (n. 1514)

## XVII secolo(22)
- 1607 - Giovanni Ruiz de Villoslada, vescovo cattolico italiano (n. 1545)
- 1610 - Hosokawa Fujitaka, militare giapponese (n. 1534)
- 1615 - Carlo Bascapè, vescovo cattolico italiano (n. 1550)
- 1630 - Diego Fernández de Córdoba, I marchese di Guadalcázar, nobile spagnolo (n. 1578)
- 1632 - Anna di Jülich-Kleve-Berg, principessa (n. 1552)
- 1638 - Jacob Dircksz de Graeff, politico olandese (n. 1569)
- 1640 - Christian Ulrik Gyldenløve, diplomatico danese (n. 1611)
- 1640 - Volrado IV di Waldeck, nobile tedesco (n. 1588)
- 1641 - Erasmo Marotta, compositore italiano (n. 1576)
- 1644 - Elisabetta di Borbone-Francia, regina (n. 1602)
- 1651 - Heinrich Albert, compositore e poeta tedesco (n. 1604)
- 1657 - Haji Khalifa, storico, geografo e cartografo turco (n. 1609)
- 1659 - Ignazio Lupi, presbitero e teologo italiano (n. 1585)
- 1660 - Paul Scarron, scrittore francese (n. 1610)
- 1661 - Guru Har Rai, mistico indiano (n. 1630)
- 1661 - Martin Zeiler, scrittore tedesco (n. 1589)
- 1684 - Pietro Basadonna, cardinale italiano (n. 1617)
- 1685 - Vittorio Siri, monaco cristiano, storico e matematico italiano (n. 1608)
- 1688 - Christopher Monck, II duca di Albemarle, militare e politico inglese (n. 1653)
- 1691 - Johan Jacob Ferguson, matematico olandese (n. 1630)
- 1695 - Gustavo Adolfo di Meclemburgo-Güstrow, duca (n. 1633)
- 1698 - Johann Carl Loth, pittore tedesco (n. 1632)

## XVIII secolo(28)
- 1705 - Giovanni Bicilli, compositore e organista italiano
- 1706 - Giovanni Ambrogio Besozzi, pittore italiano (n. 1648)
- 1713 - Girolamo Marcello De Gubernatis, diplomatico italiano (n. 1633)
- 1714 - Matteo Noris, librettista italiano
- 1714 - Adalbert von Schleiffras, abate tedesco (n. 1650)
- 1724 - Charles Rivière, scrittore e drammaturgo francese (n. 1648)
- 1730 - Filippo Vasconi, architetto e incisore italiano (n. 1688)
- 1731 - Giovanni Stefano Robatto, pittore italiano (n. 1652)
- 1733 - Baldassarre Fontana, architetto e stuccatore svizzero (n. 1661)
- 1734 - Gottfried Reiche, trombettista e compositore tedesco (n. 1667)
- 1739 - Françoise Charlotte d'Aubigné, nobile francese (n. 1684)
- 1748 - Nicola Grassi, pittore italiano (n. 1682)
- 1754 - Adam Falckenhagen, compositore tedesco (n. 1697)
- 1756 - Roland-Michel Barrin de La Galissonière, militare francese (n. 1693)
- 1762 - Francesco Manfredini, violinista e compositore italiano (n. 1684)
- 1765 - Giuseppe Candido Agudio, religioso e letterato italiano (n. 1698)
- 1768 - Antoine Dérizet, architetto francese (n. 1685)
- 1776 - Salvatore Monosilio, pittore italiano (n. 1715)
- 1777 - Marie-Thérèse Rodet Geoffrin, francese (n. 1699)
- 1786 - Sofia Luisa di Anhalt-Bernburg, nobile (n. 1732)
- 1786 - Antonio Sacchini, compositore italiano (n. 1730)
- 1789 - Jean-François Pagès des Huttes, nobile e militare francese (n. 1753)
- 1789 - François Rouph de Varicourt, nobile e militare francese (n. 1760)
- 1789 - Cecilia Young, soprano inglese (n. 1712)
- 1791 - Maria Francesca delle Cinque Piaghe, religiosa italiana (n. 1715)
- 1793 - Anne François Augustin de La Bourdonnaye, generale e nobile francese (n. 1745)
- 1798 - Edmund Boyle, VII conte di Cork, nobile irlandese (n. 1742)
- 1799 - William Withering, botanico britannico (n. 1741)

## XIX secolo(65)
- 1806 - Giuseppe Maria Galanti, economista, storico e politico italiano (n. 1743)
- 1809 - Jean Bardin, pittore francese (n. 1732)
- 1810 - Vincenzo Petagna, botanico, medico e entomologo italiano (n. 1734)
- 1812 - Francesco Vaccà Berlinghieri, chirurgo italiano (n. 1732)
- 1816 - Fabrizio Cartolari, pittore italiano (n. 1729)
- 1819 - Francesco Scipione Dondi dall'Orologio, vescovo cattolico italiano (n. 1756)
- 1819 - Giovanni Filippo Gallarati Scotti, cardinale e arcivescovo cattolico italiano (n. 1747)
- 1819 - Johann von Klenau, generale austriaco (n. 1758)
- 1819 - Carlo Emanuele IV di Savoia, sovrano (n. 1751)
- 1821 - Paolo Lamberto D'Allègre, arcivescovo cattolico italiano (n. 1751)
- 1821 - Anders Jahan Retzius, chimico, botanico e entomologo svedese (n. 1742)
- 1822 - Domenico Cotugno, medico, anatomista e chirurgo italiano (n. 1736)
- 1822 - Filippo Severoli, generale italiano (n. 1762)
- 1825 - Bernard Germain de Lacépède, zoologo e politico francese (n. 1756)
- 1828 - Carlotta, principessa reale, regina (n. 1766)
- 1832 - Benedetto Naro, cardinale italiano (n. 1744)
- 1836 - Johannes Jelgerhuis, pittore e attore teatrale olandese (n. 1770)
- 1837 - Jean-François Lesueur, compositore francese (n. 1760)
- 1839 - William Light, militare britannico (n. 1786)
- 1841 - George Childress, avvocato e politico statunitense (n. 1804)
- 1845 - Isabella Colbran, cantante e compositrice spagnola (n. 1784)
- 1847 - Richard Cleasby, filologo britannico (n. 1797)
- 1848 - Theodor Baillet-Latour, generale austriaco (n. 1780)
- 1849 - Lajos Aulich, patriota ungherese (n. 1792)
- 1849 - Lajos Batthyány, politico ungherese (n. 1807)
- 1849 - Marie-Rose Durocher, religiosa canadese (n. 1811)
- 1851 - Giovanni Ignazio Pansoya, letterato e politico italiano (n. 1784)
- 1852 - José Ballivián, politico boliviano (n. 1804)
- 1852 - Francesco Facchini, medico, botanico e naturalista italiano (n. 1788)
- 1853 - Giovanni Labus, politico, archeologo e epigrafista italiano (n. 1775)
- 1853 - Cesare Saluzzo di Monesiglio, militare e nobiluomo italiano (n. 1778)
- 1855 - August Leopold Crelle, ingegnere e matematico tedesco (n. 1780)
- 1859 - Charles Marie de Beaumont d'Autichamp, militare francese (n. 1770)
- 1862 - Francisco Acuña de Figueroa, poeta uruguaiano (n. 1791)
- 1862 - John Curtis, entomologo inglese (n. 1791)
- 1863 - Frances Trollope, scrittrice inglese (n. 1780)
- 1865 - Dominique Auguste Lereboullet, zoologo e medico francese (n. 1804)
- 1866 - Carlo Caccia Dominioni, vescovo cattolico italiano (n. 1802)
- 1866 - Lorenzo Doveri, architetto italiano (n. 1799)
- 1867 - Leonardo Andervolti, patriota italiano (n. 1805)
- 1871 - Johann Leopold Abel, musicista tedesco (n. 1795)
- 1871 - Edwin Wyndham-Quin, III conte di Dunraven e Mount-Earl, nobile, politico e archeologo irlandese (n. 1812)
- 1872 - George Pollock, I baronetto, ufficiale britannico (n. 1786)
- 1873 - Enrico Cerale, generale italiano (n. 1804)
- 1873 - Carlo Noè, ingegnere idraulico italiano (n. 1812)
- 1873 - Paweł Edmund Strzelecki, geologo, esploratore e alpinista polacco (n. 1797)
- 1873 - Friedrich Wieck, pianista e insegnante tedesco (n. 1785)
- 1880 - Benjamin Peirce, matematico e astronomo statunitense (n. 1809)
- 1881 - Vincenzo Moretti, cardinale e arcivescovo cattolico italiano (n. 1815)
- 1882 - Charles Saubert de Larcy, politico francese (n. 1805)
- 1883 - Dục Đức, imperatore vietnamita (n. 1852)
- 1886 - Leonardo Romanelli, politico italiano (n. 1803)
- 1888 - Gaetano Monroy Ventimiglia di Pandolfina, politico e diplomatico italiano (n. 1837)
- 1889 - Jules Dupré, pittore francese (n. 1811)
- 1889 - Barthélémy Louis Joseph Lebrun, militare francese (n. 1809)
- 1891 - Carlo I di Württemberg, sovrano (n. 1823)
- 1891 - Aristide Gabelli, pedagogista e politico italiano (n. 1830)
- 1891 - Charles Stewart Parnell, patriota e politico irlandese (n. 1846)
- 1892 - Alfred Tennyson, poeta inglese (n. 1809)
- 1893 - Ford Madox Brown, pittore inglese (n. 1821)
- 1896 - James Abbott, generale inglese (n. 1807)
- 1896 - Moritz Schiff, fisiologo e anatomista tedesco (n. 1823)
- 1898 - Wilhelm Emil Fein, inventore e imprenditore tedesco (n. 1842)
- 1899 - Andrea Molinari, politico italiano (n. 1816)
- 1900 - Tommaso Masaracchio, rivoluzionario italiano (n. 1820)

## XX secolo(223)
- 1902 - John Hall Gladstone, chimico inglese (n. 1827)
- 1902 - Liu Kunyi, politico e militare cinese (n. 1830)
- 1903 - Wilson Shannon Bissell, politico statunitense (n. 1847)
- 1905 - Charles Brown, progettista e imprenditore inglese (n. 1827)
- 1905 - Ferdinand von Richthofen, geografo e geologo tedesco (n. 1833)
- 1906 - Franz Josef Bucher, imprenditore svizzero (n. 1834)
- 1908 - Ludwig Gebhardt, pittore tedesco (n. 1830)
- 1908 - Adolf Wüllner, fisico tedesco (n. 1835)
- 1912 - Auguste Beernaert, politico belga (n. 1829)
- 1912 - William A. Peffer, politico statunitense (n. 1831)
- 1914 - Albert de Mun, militare e politico francese (n. 1841)
- 1914 - Aleksej Vladimirovič Stančinskij, compositore e pianista russo (n. 1888)
- 1915 - Raoul Gressier, calciatore francese (n. 1885)
- 1915 - Wolfgang Helbig, archeologo tedesco (n. 1839)
- 1916 - Isidoro di San Giuseppe, religioso belga (n. 1881)
- 1916 - Ferruccio Antonio Talentino, militare italiano (n. 1896)
- 1917 - Artur Edler von Mecenseffy, generale austro-ungarico (n. 1865)
- 1917 - Edoardo Scarfoglio, giornalista, scrittore e editore italiano (n. 1860)
- 1918 - Arthur O'Hara Wood, tennista australiano (n. 1890)
- 1919 - Ricardo Palma, scrittore peruviano (n. 1833)
- 1920 - Paolano Manassei, imprenditore, politico e poeta italiano (n. 1837)
- 1920 - Nathan Zuntz, fisiologo tedesco (n. 1847)
- 1921 - Henri Delassus, presbitero, scrittore e teologo francese (n. 1836)
- 1923 - Damat Ferid Pascià, politico ottomano (n. 1853)
- 1923 - Pio Foà, medico e politico italiano (n. 1848)
- 1925 - Israel Abrahams, ebraista inglese (n. 1858)
- 1926 - Simon Bamberger, politico tedesco (n. 1846)
- 1927 - Pompeo di Campello, militare e politico italiano (n. 1874)
- 1928 - Peter Hansen, pittore danese (n. 1868)
- 1928 - Pádraic Ó Conaire, scrittore irlandese (n. 1882)
- 1929 - Henry Lascelles, V conte di Harewood, ufficiale britannico (n. 1846)
- 1931 - Myrtle Fillmore, religiosa statunitense (n. 1845)
- 1932 - Lucien Laberthonnière, prete, filosofo e teologo francese (n. 1860)
- 1933 - Constant Puyo, militare e fotografo francese (n. 1857)
- 1934 - Cecilia Margaret Harbord, nobildonna inglese (n. 1856)
- 1934 - Ferdinand Humbert, pittore francese (n. 1842)
- 1935 - Frederic Hymen Cowen, musicista britannico (n. 1852)
- 1935 - Fausta Labia, soprano italiano (n. 1870)
- 1936 - Gyula Gömbös, politico ungherese (n. 1886)
- 1936 - Rodney Heath, tennista australiano (n. 1884)
- 1936 - Andrés Mack, calciatore australiano (n. 1876)
- 1936 - Percy Walters, calciatore inglese (n. 1863)
- 1937 - Clement Mitchell, calciatore e crickettista inglese (n. 1862)
- 1938 - Carlo Pinto, magistrato e politico italiano (n. 1866)
- 1939 - Giulio Gavotti, ingegnere e aviatore italiano (n. 1882)
- 1939 - Chester Withey, attore, regista e sceneggiatore statunitense (n. 1887)
- 1940 - Charles Borgeaud, giurista e storico svizzero (n. 1861)
- 1940 - Christo Kabakčiev, politico, giornalista e storico bulgaro (n. 1878)
- 1940 - Michitarō Komatsubara, generale giapponese (n. 1885)
- 1940 - Fernando Liuzzi, compositore e musicologo italiano (n. 1884)
- 1940 - Antonio Marozzi, agronomo e politico italiano (n. 1869)
- 1941 - Martti Lappalainen, fondista e sciatore di pattuglia militare finlandese (n. 1902)
- 1943 - Trentino La Barba, partigiano italiano (n. 1915)
- 1944 - Marino Dalmonte, partigiano italiano (n. 1923)
- 1944 - Giovanni Fincato, militare e partigiano italiano (n. 1891)
- 1944 - Arthur Berriedale Keith, indologo scozzese (n. 1879)
- 1944 - Nikolaj Nikolaevič Kolomejcev, navigatore e esploratore russo (n. 1867)
- 1944 - Rino Ruscello, partigiano italiano (n. 1927)
- 1944 - Walter Schroth, generale tedesco (n. 1882)
- 1944 - Ilse Weber, scrittrice, poetessa e compositrice ceca (n. 1903)
- 1945 - Leonardo Conti, medico e militare svizzero (n. 1900)
- 1946 - Per Albin Hansson, politico svedese (n. 1885)
- 1947 - Leevi Madetoja, compositore finlandese (n. 1887)
- 1948 - Hachirō Tagami, generale e criminale di guerra giapponese (n. 1891)
- 1949 - Wilhelm Eipeldauer, calciatore austriaco (n. 1885)
- 1950 - Louis Chatelain, storico, archeologo e docente francese (n. 1883)
- 1950 - David Wiman, ginnasta svedese (n. 1884)
- 1951 - Fiorenzo Cimenti, politico italiano (n. 1900)
- 1951 - Will Keith Kellogg, imprenditore statunitense (n. 1860)
- 1951 - Gunnar Lindström, giavellottista svedese (n. 1896)
- 1951 - Otto Fritz Meyerhof, medico e biochimico tedesco (n. 1884)
- 1951 - James Smith, montatore statunitense (n. 1892)
- 1952 - Mario Borsa, giornalista italiano (n. 1870)
- 1952 - Teffi, scrittrice e drammaturga russa (n. 1872)
- 1953 - Billy Burns, giocatore di lacrosse canadese (n. 1875)
- 1953 - Porter Hall, attore statunitense (n. 1888)
- 1953 - Vera Ignat'evna Muchina, scultrice e pittrice sovietica (n. 1889)
- 1954 - Rose Frank, fotografa neozelandese (n. 1864)
- 1954 - Émile Mâle, storico dell'arte francese (n. 1862)
- 1954 - Antonio Panella, archivista e storico italiano (n. 1878)
- 1957 - Harry Burgess, calciatore inglese (n. 1904)
- 1958 - Amedeo Bonistalli, calciatore italiano (n. 1930)
- 1958 - John Burnett-Stuart, generale britannico (n. 1875)
- 1958 - Pino Spotti, compositore italiano (n. 1917)
- 1959 - Bernard Berenson, storico dell'arte e collezionista d'arte statunitense (n. 1865)
- 1959 - Balthasar van der Pol, fisico olandese (n. 1889)
- 1960 - Silvio Fantuzzi, politico e partigiano italiano (n. 1894)
- 1960 - Douglas Spencer, attore statunitense (n. 1910)
- 1961 - Oprando Bottura, giavellottista e pesista italiano (n. 1896)
- 1961 - Francesco Caporale, presbitero italiano (n. 1872)
- 1961 - Frances Schroth, nuotatrice statunitense (n. 1893)
- 1962 - Tod Browning, regista, attore e sceneggiatore statunitense (n. 1880)
- 1962 - Manfred Czernin, aviatore e militare britannico (n. 1913)
- 1962 - Orazio Pedrazzi, giornalista, scrittore e politico italiano (n. 1889)
- 1962 - Tempe Pigott, attrice inglese (n. 1884)
- 1962 - Saeroen, giornalista, sceneggiatore e scrittore indonesiano
- 1964 - Riccardo Balocco, generale italiano (n. 1883)
- 1964 - Ugo Cassina, matematico italiano (n. 1897)
- 1964 - Theodore von Eltz, attore statunitense (n. 1893)
- 1964 - Pietro Serantoni, calciatore e allenatore di calcio italiano (n. 1906)
- 1965 - Vincenzo Cimatti, presbitero, educatore e compositore italiano (n. 1879)
- 1965 - Aldo Petacchi, politico italiano (n. 1916)
- 1965 - Tom Kennedy, attore statunitense (n. 1885)
- 1967 - Sigurd Moen, pattinatore di velocità su ghiaccio norvegese (n. 1897)
- 1968 - Gerard de Kruijff, cavaliere olandese (n. 1890)
- 1968 - Ibrahim Moustafa, lottatore egiziano (n. 1904)
- 1968 - Iosif Petschovschi, calciatore rumeno (n. 1921)
- 1969 - Volger Andersson, fondista svedese (n. 1896)
- 1969 - Walter Hagen, golfista statunitense (n. 1892)
- 1969 - Arthur Prior, filosofo e logico neozelandese (n. 1914)
- 1970 - Julian Przyboś, poeta polacco (n. 1901)
- 1971 - Stan McMeekan, cestista britannico (n. 1925)
- 1971 - Viliam Široký, politico cecoslovacco (n. 1902)
- 1973 - Giuseppe Becce, compositore italiano (n. 1877)
- 1973 - Sidney Blackmer, attore statunitense (n. 1895)
- 1973 - François Cevert, pilota automobilistico francese (n. 1944)
- 1973 - Dezső Fábián, pallanuotista ungherese (n. 1918)
- 1973 - Poul Preben Jørgensen, ginnasta danese (n. 1892)
- 1973 - Dennis Price, attore britannico (n. 1915)
- 1973 - František Srna, motociclista slovacco (n. 1932)
- 1974 - Sandro Dalla Libera, organista, compositore e musicologo italiano (n. 1912)
- 1974 - Helmuth Koinigg, pilota automobilistico austriaco (n. 1948)
- 1974 - Guglielmo Pelizzo, politico italiano (n. 1904)
- 1974 - Ebe Stignani, mezzosoprano italiano (n. 1903)
- 1975 - Henry Calvin, attore statunitense (n. 1918)
- 1976 - José Arencibia, schermidore cubano (n. 1953)
- 1976 - Ricardo Cabrera, schermidore cubano (n. 1953)
- 1976 - Ramón Infante, schermidore cubano (n. 1949)
- 1976 - Marguerite Laugier, astronoma francese (n. 1896)
- 1976 - Antal Lyka, allenatore di calcio e calciatore ungherese (n. 1908)
- 1976 - Leonardo Mackenzie, schermidore cubano (n. 1954)
- 1976 - Luis Morales, schermidore e dirigente sportivo cubano (n. 1931)
- 1976 - Riccardo Pitter, scultore e pittore italiano (n. 1899)
- 1976 - Gilbert Ryle, filosofo britannico (n. 1900)
- 1976 - Hans Theilig, pallamanista tedesco (n. 1914)
- 1976 - Nancy Uranga, schermitrice cubana (n. 1954)
- 1977 - Tani Jun, attrice e commediografa russa (n. 1903)
- 1978 - Claudio Miccoli, ambientalista italiano (n. 1958)
- 1978 - Johnny O'Keefe, cantante australiano (n. 1935)
- 1979 - Renato Bacigalupo, nuotatore italiano (n. 1908)
- 1979 - Elizabeth Bishop, poetessa e scrittrice statunitense (n. 1911)
- 1979 - Paride Calonghi, attore italiano (n. 1939)
- 1979 - Mario Musella, musicista e cantante italiano (n. 1945)
- 1979 - Anastasios Orlandos, architetto e archeologo greco (n. 1887)
- 1979 - Ľudmila Pajdušáková, astronoma slovacca (n. 1916)
- 1980 - Arnaldo Armani, politico italiano (n. 1913)
- 1980 - Edric Bastyan, generale e politico inglese (n. 1903)
- 1980 - Hattie Jacques, attrice britannica (n. 1922)
- 1980 - Jean Robic, ciclista su strada, ciclocrossista e pistard francese (n. 1921)
- 1980 - Shigemaru Takenokoshi, dirigente sportivo, allenatore di calcio e calciatore giapponese (n. 1906)
- 1981 - Roy Henkel, hockeista su ghiaccio canadese (n. 1905)
- 1981 - Elemer Kocsis, calciatore rumeno (n. 1910)
- 1981 - Anwar al-Sadat, politico e militare egiziano (n. 1918)
- 1982 - Duilio Santagostino, calciatore italiano (n. 1914)
- 1982 - Jan Truhlář, calciatore cecoslovacco (n. 1913)
- 1983 - Terence Cooke, cardinale e arcivescovo cattolico statunitense (n. 1921)
- 1983 - Egle Marini, pittrice e poetessa italiana (n. 1901)
- 1983 - Joseph Thomas McGucken, arcivescovo cattolico statunitense (n. 1902)
- 1984 - François Daumas, egittologo francese (n. 1915)
- 1984 - Domenico Grisolia, politico e avvocato italiano (n. 1906)
- 1984 - Giovanni Moioli, presbitero e teologo italiano (n. 1931)
- 1984 - Eliseo Pajaro, compositore filippino (n. 1915)
- 1984 - George Gaylord Simpson, paleontologo statunitense (n. 1902)
- 1984 - André Van De Werve De Vorsselaer, schermidore belga (n. 1908)
- 1985 - Jean Astier de Villatte, militare e aviatore francese (n. 1900)
- 1985 - Enrique Fernández, allenatore di calcio e calciatore uruguaiano (n. 1912)
- 1985 - Jack Harkness, calciatore scozzese (n. 1907)
- 1985 - Nelson Riddle, arrangiatore, direttore d'orchestra e compositore statunitense (n. 1921)
- 1985 - Martha Schlamme, attrice e cantante austriaca (n. 1923)
- 1985 - Karl Zischek, calciatore austriaco (n. 1910)
- 1986 - Marie-Hélène Arnaud, modella e attrice francese (n. 1934)
- 1986 - Loris Gizzi, attore italiano (n. 1899)
- 1986 - Aleksandr Kaljužnyj, ballerino cecoslovacco (n. 1923)
- 1986 - David Rubinoff, violinista russo (n. 1897)
- 1987 - Grete Heckscher, schermitrice danese (n. 1901)
- 1987 - Roald Jensen, calciatore norvegese (n. 1943)
- 1987 - José Neto, calciatore portoghese (n. 1935)
- 1987 - Eugen Steimle, agente segreto e militare tedesco (n. 1909)
- 1988 - Salvatore Pennisi, militare italiano (n. 1913)
- 1989 - Bette Davis, attrice statunitense (n. 1908)
- 1989 - Jacques Doniol-Valcroze, attore, regista e sceneggiatore francese (n. 1920)
- 1989 - František Faltus, ingegnere ceco (n. 1901)
- 1989 - Paul Henry, calciatore belga (n. 1912)
- 1989 - Lorenz Huber, calciatore tedesco (n. 1906)
- 1989 - Robert Poulet, giornalista, critico letterario e scrittore belga (n. 1893)
- 1990 - Don Franco, cantante e compositore italiano (n. 1945)
- 1990 - James E. Newcom, montatore statunitense (n. 1905)
- 1990 - Bahriye Üçok, teologa, politica e attivista turca (n. 1919)
- 1991 - Alphonse Gallegos, vescovo cattolico statunitense (n. 1931)
- 1991 - Virginia Giorgi, ginnasta italiana (n. 1914)
- 1991 - Marcella Rovena, attrice e doppiatrice italiana (n. 1905)
- 1992 - Denholm Elliott, attore britannico (n. 1922)
- 1992 - Gino Manni, calciatore e allenatore di calcio italiano (n. 1916)
- 1992 - Natalie Moorhead, attrice statunitense (n. 1901)
- 1993 - Antonio Casetta, imprenditore e produttore discografico italiano (n. 1928)
- 1993 - Stillman Drake, storico della scienza canadese (n. 1910)
- 1993 - Adriana Facchetti, attrice italiana (n. 1921)
- 1993 - Victor Razafimahatratra, cardinale e arcivescovo cattolico malgascio (n. 1921)
- 1993 - Arnold Rodgers, calciatore inglese (n. 1923)
- 1993 - Larry Walters, statunitense (n. 1949)
- 1995 - Carlo Biraghi, calciatore italiano (n. 1913)
- 1996 - Ted Bessell, attore e regista televisivo statunitense (n. 1935)
- 1996 - Egidio Crippa, calciatore italiano (n. 1913)
- 1996 - Vladimir Erokhin, calciatore sovietico (n. 1930)
- 1996 - Gianni Palminteri, artista e pittore italiano (n. 1924)
- 1997 - Evgenij Chaldej, fotografo sovietico (n. 1917)
- 1997 - Antonio D'Erchia, vescovo cattolico italiano (n. 1911)
- 1997 - Adrienne Hill, attrice britannica (n. 1937)
- 1998 - Rolan Antonovič Bykov, attore e regista sovietico (n. 1929)
- 1998 - Geoffrey Copleston, attore britannico (n. 1921)
- 1998 - Jerome Weidman, librettista e commediografo statunitense (n. 1913)
- 1999 - Kenton Campbell, cestista statunitense (n. 1926)
- 1999 - Enrico Coturri, medico e storico italiano (n. 1914)
- 1999 - Gorilla Monsoon, wrestler statunitense (n. 1937)
- 1999 - Amália Rodrigues, cantante e attrice portoghese (n. 1920)
- 1999 - Tatevik Sazandaryan, mezzosoprano armeno (n. 1916)
- 1999 - Ettore Zini, calciatore e dirigente sportivo italiano (n. 1921)
- 2000 - Silvano Avanzini, pittore, scenografo e scultore italiano (n. 1925)
- 2000 - José Cabanis, romanziere, saggista e storico francese (n. 1922)
- 2000 - Richard Farnsworth, attore e stuntman statunitense (n. 1920)
- 2000 - John Keller, cestista statunitense (n. 1928)
- 2000 - Per-Olov Löwdin, chimico e fisico svedese (n. 1916)
- 2000 - Vadim Pavlenko, calciatore sovietico (n. 1955)

## XXI secolo(129)
- 2001 - Andreino Carrara, politico e sindacalista italiano (n. 1939)
- 2002 - Claus van Amsberg, nobile tedesco (n. 1926)
- 2002 - Anna Bolens, attrice cinematografica, attrice teatrale e regista teatrale italiana (n. 1912)
- 2002 - Ben Eastman, velocista e mezzofondista statunitense (n. 1911)
- 2002 - Gio Batta Lepori, pittore italiano (n. 1911)
- 2002 - Chuck Rayner, hockeista su ghiaccio canadese (n. 1920)
- 2002 - Nick Whitehead, velocista britannico (n. 1933)
- 2003 - Joe Baker, calciatore e allenatore di calcio inglese (n. 1940)
- 2003 - Armando Crispino, regista, sceneggiatore e critico cinematografico italiano (n. 1924)
- 2003 - Charles Millot, attore francese (n. 1921)
- 2004 - Veríssimo Correia Seabra, generale e politico guineense (n. 1947)
- 2004 - Eugen Horniak, cestista cecoslovacco (n. 1926)
- 2005 - Warren Benson, compositore statunitense (n. 1924)
- 2005 - Ettore Cunial, arcivescovo cattolico italiano (n. 1905)
- 2005 - Horst Floth, bobbista tedesco (n. 1934)
- 2005 - Marta Grandi, entomologa italiana (n. 1915)
- 2005 - Joaquín Jiménez Postigo, calciatore spagnolo (n. 1918)
- 2005 - Gaetano Macchiaroli, editore e antifascista italiano (n. 1920)
- 2006 - Bertha Brouwer, velocista olandese (n. 1930)
- 2006 - Giulio Castelli, imprenditore italiano (n. 1920)
- 2006 - Mona Inglesby, ballerina, coreografa e direttrice artistica britannica (n. 1918)
- 2006 - Valentin Muratov, ginnasta e allenatore di ginnastica artistica sovietico (n. 1928)
- 2006 - Necla Sultan, principessa ottomana (n. 1926)
- 2006 - Umberto Savoia, pittore italiano (n. 1933)
- 2006 - Wilson Tucker, scrittore statunitense (n. 1914)
- 2007 - Robert W. Bussard, fisico statunitense (n. 1928)
- 2007 - Jo Ann Davis, politica statunitense (n. 1950)
- 2007 - Terence Wilmot Hutchison, economista inglese (n. 1912)
- 2007 - Giorgio Larocchi, pittore e poeta italiano (n. 1929)
- 2007 - Tom Murphy, attore irlandese (n. 1968)
- 2007 - Laza Ristovski, tastierista serbo (n. 1956)
- 2008 - Michele Giordano, giornalista, scrittore e saggista italiano (n. 1921)
- 2008 - Paavo Haavikko, poeta e drammaturgo finlandese (n. 1931)
- 2008 - Miroslav Koranda, canottiere cecoslovacco (n. 1934)
- 2008 - Nadia Nerina, ballerina sudafricana (n. 1927)
- 2008 - Paolo Zanini, politico italiano (n. 1927)
- 2009 - Pamela Blake, attrice statunitense (n. 1915)
- 2009 - John Cunnison Catford, linguista scozzese (n. 1917)
- 2009 - Enrico Ghio, politico italiano (n. 1923)
- 2010 - Sergio Calore, terrorista e collaboratore di giustizia italiano (n. 1952)
- 2010 - Jean Debuf, sollevatore francese (n. 1924)
- 2010 - Salvatore Galletti, scrittore e pittore italiano (n. 1923)
- 2010 - Rhys Llywelyn Isaac, storico sudafricano (n. 1937)
- 2010 - Colette Renard, cantante francese (n. 1924)
- 2010 - Giorgio Sereni, allenatore di calcio e calciatore italiano (n. 1935)
- 2011 - Germano Caraffini, lottatore italiano (n. 1936)
- 2011 - Diane Cilento, attrice australiana (n. 1932)
- 2011 - Paul Dickson, regista e sceneggiatore britannico (n. 1920)
- 2011 - Daniel Lind Lagerlöf, regista svedese (n. 1969)
- 2011 - Clara Jaione, cantante italiana (n. 1927)
- 2012 - Chadli Bendjedid, politico e militare algerino (n. 1929)
- 2012 - Maria Simonetta Bondoni Pastorio, storica dell'arte italiana (n. 1954)
- 2012 - Georges Casolari, calciatore francese (n. 1941)
- 2012 - Antonio Cisneros, poeta peruviano (n. 1942)
- 2012 - Gérard Gropaiz, nuotatore francese (n. 1943)
- 2012 - Mario Moretti, drammaturgo, attore e regista teatrale italiano (n. 1929)
- 2013 - Paul Rogers, attore britannico (n. 1917)
- 2014 - Feridun Buğeker, calciatore turco (n. 1933)
- 2014 - Igor Mitoraj, scultore e pittore polacco (n. 1944)
- 2014 - Pavlo Ivanovyč Muravs'kyj, compositore, direttore d'orchestra e educatore ucraino (n. 1914)
- 2014 - Marian Seldes, attrice statunitense (n. 1928)
- 2015 - Edgardo Alboni, partigiano e politico italiano (n. 1919)
- 2015 - Christine Arnothy, scrittrice francese (n. 1930)
- 2015 - Loris Baldi, aviatore e militare italiano (n. 1919)
- 2015 - Kevin Corcoran, attore e produttore cinematografico statunitense (n. 1949)
- 2015 - Gaspare De Caro, storico, scrittore e saggista italiano (n. 1930)
- 2015 - Piero Ghibaudo, ciclista su strada italiano (n. 1958)
- 2015 - Árpád Göncz, scrittore, traduttore e politico ungherese (n. 1922)
- 2015 - Billy Joe Royal, cantante statunitense (n. 1942)
- 2015 - Giovanni Venturi, politico italiano (n. 1922)
- 2016 - Tony Mottram, tennista e allenatore di tennis britannico (n. 1920)
- 2016 - Francesco Sacchi, compositore, arrangiatore e direttore di coro italiano (n. 1937)
- 2016 - Ken Wilburn, cestista statunitense (n. 1944)
- 2017 - Roberto Anzolin, calciatore e allenatore di calcio italiano (n. 1938)
- 2017 - Petar Bonačić, calciatore jugoslavo (n. 1948)
- 2017 - Terry Downes, pugile britannico (n. 1936)
- 2017 - Marek Gołąb, sollevatore polacco (n. 1940)
- 2017 - Connie Hawkins, cestista statunitense (n. 1942)
- 2017 - Franc Knez, alpinista sloveno (n. 1955)
- 2017 - Ian McNeill, allenatore di calcio e calciatore scozzese (n. 1932)
- 2017 - Angelo Munzone, politico italiano (n. 1933)
- 2017 - Sergio Pagliazzi, ciclista su strada italiano (n. 1926)
- 2018 - Montserrat Caballé, soprano spagnolo (n. 1933)
- 2018 - James Cowan, scrittore australiano (n. 1942)
- 2018 - Romano Di Bari, calciatore italiano (n. 1936)
- 2018 - Billy Fisher, pugile britannico (n. 1940)
- 2018 - Piero Guccione, pittore, incisore e illustratore italiano (n. 1935)
- 2018 - George Kaftan, cestista statunitense (n. 1928)
- 2018 - Viktorija Marinova, giornalista e conduttrice televisiva bulgara (n. 1988)
- 2018 - Gustavo Saggiante, allenatore di pallacanestro messicano (n. 1934)
- 2018 - Michel Vovelle, storico e saggista francese (n. 1933)
- 2018 - Scott Wilson, attore statunitense (n. 1942)
- 2019 - Ginger Baker, batterista britannico (n. 1939)
- 2019 - Francesco Elio Bruno, ballerino italiano (n. 1944)
- 2019 - Larry Junstrom, bassista statunitense (n. 1949)
- 2019 - Masaichi Kaneda, giocatore di baseball e allenatore di baseball giapponese (n. 1933)
- 2019 - Martin Lauer, ostacolista, multiplista e velocista tedesco (n. 1937)
- 2019 - Rip Taylor, attore e comico statunitense (n. 1931)
- 2020 - John Baring, VII barone Ashburton, nobile e dirigente d'azienda britannico (n. 1928)
- 2020 - Folker Bohnet, attore, regista e drammaturgo tedesco (n. 1937)
- 2020 - Herbert Feuerstein, giornalista, comico e conduttore televisivo austriaco (n. 1937)
- 2020 - Eddie van Halen, chitarrista olandese (n. 1955)
- 2020 - Oļegs Karavajevs, calciatore lettone (n. 1961)
- 2020 - Bunny Lee, produttore discografico giamaicano (n. 1941)
- 2020 - Johnny Nash, cantante e attore statunitense (n. 1940)
- 2020 - Tommy Rall, attore e ballerino statunitense (n. 1929)
- 2020 - Izumi Matsumoto, fumettista giapponese (n. 1958)
- 2020 - Tony Vilar, cantante italiano (n. 1938)
- 2020 - Suleiman Mahmud al-Obeidi, generale libico (n. 1949)
- 2021 - Tomoyasu Asaoka, calciatore giapponese (n. 1962)
- 2021 - Atta Kwami, artista ghanese (n. 1956)
- 2021 - Martin J. Sherwin, storico e scrittore statunitense (n. 1937)
- 2022 - Vanna Cercenà, scrittrice italiana (n. 1935)
- 2022 - Noé Jitrik, critico letterario e scrittore argentino (n. 1928)
- 2022 - Jody Miller, cantante statunitense (n. 1941)
- 2022 - Leidys Oquendo, cestista cubana (n. 1982)
- 2022 - Phil Read, pilota motociclistico britannico (n. 1939)
- 2022 - Judy Tenuta, attrice, comica e musicista statunitense (n. 1949)
- 2023 - Ugo Ciappina, criminale italiano (n. 1928)
- 2023 - Victoire Jasmin, politica francese (n. 1955)
- 2024 - Sammy Basso, attivista italiano (n. 1995)
- 2024 - Kipyegon Bett, mezzofondista keniota (n. 1998)
- 2024 - Sefedin Braho, calciatore albanese (n. 1953)
- 2024 - Emo Danesi, politico italiano (n. 1935)
- 2024 - Adriano Garsia, matematico italiano (n. 1928)
- 2024 - Johnny Neel, cantante e musicista statunitense (n. 1954)
- 2024 - Johan Neeskens, calciatore e allenatore di calcio olandese (n. 1951)
- 2024 - Edna Tepava, modella francese (n. 1956)
- 2024 - Géjza Valent, discobolo cecoslovacco (n. 1953)

## Senza anno specificato(1)
- Romano di Auxerre, vescovo francese